# Suzaan van Biljon
Suzaan van Biljon (nacida el 26 de abril de 1988 en Bloemfontein) es una nadadora sudafricana.